# James Steinberg

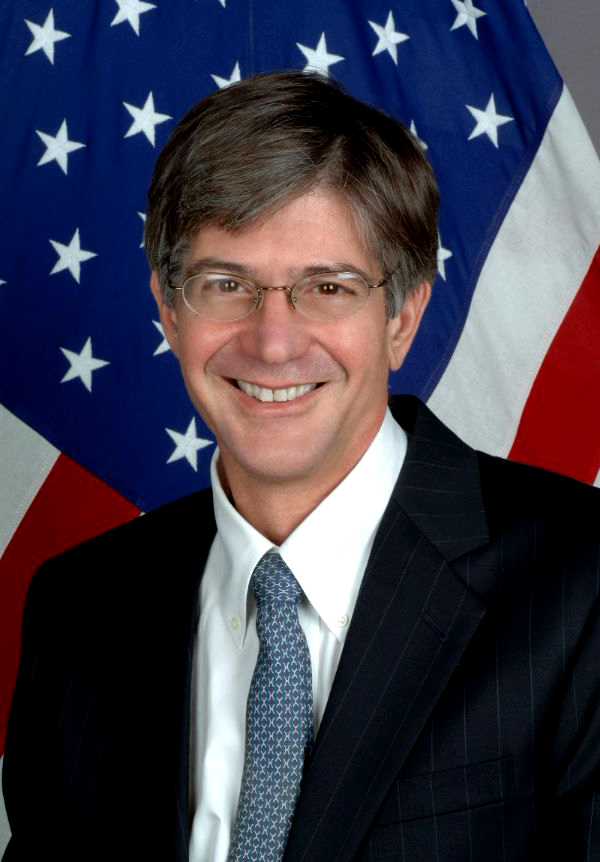
James Steinberg (2009)

James B. „Jim“ Steinberg (* 7. Mai 1953 in Boston) ist ein US-amerikanischer Hochschullehrer und Politiker der Demokratischen Partei. Von Januar 2009 bis März 2011 war er einer der beiden Vizeaußenminister (Deputy Secretary Of State) in der Regierung von Präsident Barack Obama (Kabinett Obama).

## Leben
Steinberg studierte unter anderem am Harvard College der Harvard University (1973) und der Law School der Yale University (1978). Vor seinem Weg in die Politik war er unter anderem Dekan an der Lyndon B. Johnson School of Public Affairs, einer Einheit der University of Texas in Austin. Von 1994 bis 1996 fungierte er unter Außenminister Warren Christopher als Director of Policy Planning.
Vor Obamas Wahlsieg bei der Präsidentschaftswahl am 4. November 2008 war Steinberg als dessen Berater tätig. Nach der gewonnenen Wahl galt er als aussichtsreichster Kandidat auf das Amt des Nationalen Sicherheitsberaters, wurde dann von Obama aber zum Deputy Secretary Of State berufen.
Als Vizeaußenminister kümmerte sich Steinberg vor allem um die Beziehungen der Vereinigten Staaten zur Volksrepublik China. Er teilte sich das Amt zunächst mit Jacob Lew, der hauptsächlich für Fragen des Haushalts im Außenministerium zuständig war; im November 2010 wurde Lew dann Direktor des Office of Management and Budget.
Am 30. März 2011 gab Steinberg bekannt, dass er das Außenministerium verlassen werde, um Dekan der Maxwell School an der Syracuse University zu werden. Außenministerin Hillary Clinton benannte William Joseph Burns, damaliger Staatssekretär für politische Angelegenheiten (Under Secretary of State for Political Affairs), als seinen Nachfolger.

## Schriften (Auswahl)
- (mit Michael E. O’Hanlon) Strategic Reassurance and Resolve: U.S.-China Relations in the Twenty-First Century (2015, ISBN 978-0-691-16855-5, Princeton University Press; New Edition)[3]
- (mit Kurt M. Campbell) Difficult Transitions: Foreign Policy Troubles at the Outset of Power (Brookings Institution Press 2008, ISBN 978-0-8157-1340-1)
- Protecting the Homeland (2006/2007)
- An Ever Closer Union: European Integration and Its Implications for the Future of U.S.-European Relations (Rand 1993, ISBN 0-8330-1317-3)